# Miroslav Kundrata
Miroslav Kundrata (* 31. ledna 1956 Zlín) je český geograf a environmentalista, ředitel strategického rozvoje Nadace Partnerství.

## Osobní život
Dětství prožil v Hostětíně. V roce 1980 dokončil studium fyzické geografie na Přírodovědecké fakultě Masarykovy univerzity v Brně.

## Profesní život
Praxi zahájil v urbanistickém atelieru v Brně. Od roku 1984 pracoval v Geografickém ústavu Akademie věd, kde byl členem multidisciplinárního týmu, který se věnoval otázkám životního prostředí (publikace Atlasu životního prostředí a zdraví obyvatelstva ČSFR). Mimo akademickou činnost se angažoval v kontroverzních kauzách, s nimiž se Brno a jižní Morava v osmdesátých letech 20. století potýkaly: stavba Novomlýnských nádrží, vykácení Podkomorských lesů kvůli autodromu či výstavba v Lužánkách v Brně). Spolupracoval s Ivanem Stříteským na tvorbě filmových dokumentů (Horenka Chabová, Gazda, Ohrožené dědictví, Voda a krajina, Napojme prameny).
V roce 1986 spoluzakládal a poté osm let redigoval ekologický časopis Veronica. Od roku 1992 se naplno věnuje rozvoji neziskového sektoru a navazování zahraničních kontaktů. Spoluzakládal několik síťových neziskových organizací (Unie pro řeku Moravu, Tradice Bílých Karpat, Síť ekologických poraden, středoevropskou síť ochranářských organizací CEEWEB a další).
Od roku 1994 byl po 25 let ředitelem Nadace Partnerství. V rámce asociace Environmental Partnership Association, do které Nadace Partnerství patří, pomáhal v založení sesterských nadací v Rumunsku a Bulharsku. Je členem Výboru pro Evropskou unii Rady vlády pro nestátní neziskové organizace.
Věnuje se popularizaci udržitelného rozvoje.